# Хендерсон, Дестанни
Дестанни Моун Хендерсон (англ. Destanni Mone Henderson; род. 2 февраля 1999 года в Форт-Майерс, Флорида) — американская профессиональная баскетболистка, выступающая в женской национальной баскетбольной ассоциации за клуб «Атланта Дрим» (выбрана на драфте ВНБА 2022 года во втором раунде под двадцатым номером клубом «Индиана Фивер»). Играет на позиции разыгрывающего защитника.

## Ранние годы
Дестанни Хендерсон родилась 2 февраля 1999 года в городе Форт-Майерс (Флорида) в семье Деррика Хендерсона и Джойэль Джеймс, у неё есть младшие брат, Джейден, и две сестры, Джазия и Джада, а училась там же в одноимённой средней школе, в которой выступала за местную баскетбольную команду.